# 임유앵
임유앵(林柳鶯, 1913년 ~ 1966년)은 대한민국의 국악인이다.

## 생애
본명은 임복녀(林福女)이며, 전라북도 남원 출신이다.
그녀는 김창환·이동백·정정렬에게 사사해 판소리를 배우고, 1949년 여성국극동호회에 입단하여 《옥중화》,《반달》등에 출연하였다.